# ギヴ・ザ・ピープル・ホワット・ゼイ・ウォント
ギヴ・ザ・ピープル・ホワット・ゼイ・ウォント(Give the People What They Want)は、1981年8月にリリースされたキンクスのアルバム。イギリスでは発売が遅れ翌年の2月にリリースされた。この中からシングルとして「ベター・シングス」が1981年7月にイギリスで先行発売され「スーパーソニック・ロケットシップ」以来になる久し振りのイギリスでのチャートに入ったが(トップ50入り)アルバムは本作もチャート入りを逃した。「ベター・シングス」がイギリスで先行発売されたのはレイ自身のお気に入りの曲であった為で慌てて録音し発売した為演奏やヴォーカルが安定していない。それはレイ自身が気付いておりキンクスとして『To The Bone』で、ソロとして『See My Friends』で再録音している。レイもデイヴもこのアルバムや収録曲を気に入っておりレイは「ベター・シングス」「デストロイヤー」「アート・ラヴァー」が特に気に入っているらしい。デイヴは再結成の条件としてこのアルバムのメンバーを希望している。

## 曲目
全曲レイ・デイヴィス作詞作曲。
1. アラウンド・ザ・ダイヤル - Around the Dial 4:45
2. ギヴ・ザ・ピープル・ホワット・ゼイ・ウォント - Give the People What They Want 3:45
3. キラーズ・アイズ - Killer's Eyes 4:40
4. プレディクタブル - Predictable 3:31
5. アド・イット・アップ - Add It Up 3:14
6. デストロイヤー - Destroyer 3:47
7. ヨーヨー - Yo-Yo 4:10
8. バック・トゥ・フロント - Back to Front 3:15
9. アート・ラヴァー - Art Lover 3:22
10. リトル・ビット・オヴ・アビューズ - A Little Bit of Abuse 3:45
11. ベター・シングス - Better Things 2:59